# Claonaig
Claonaig är en by i Saddell and Skipness, Kintyre, Argyll and Bute, Skottland. Byn är belägen 3 km från Skipness. Det går en färja till Lochranza.